# Haldensee (tó)

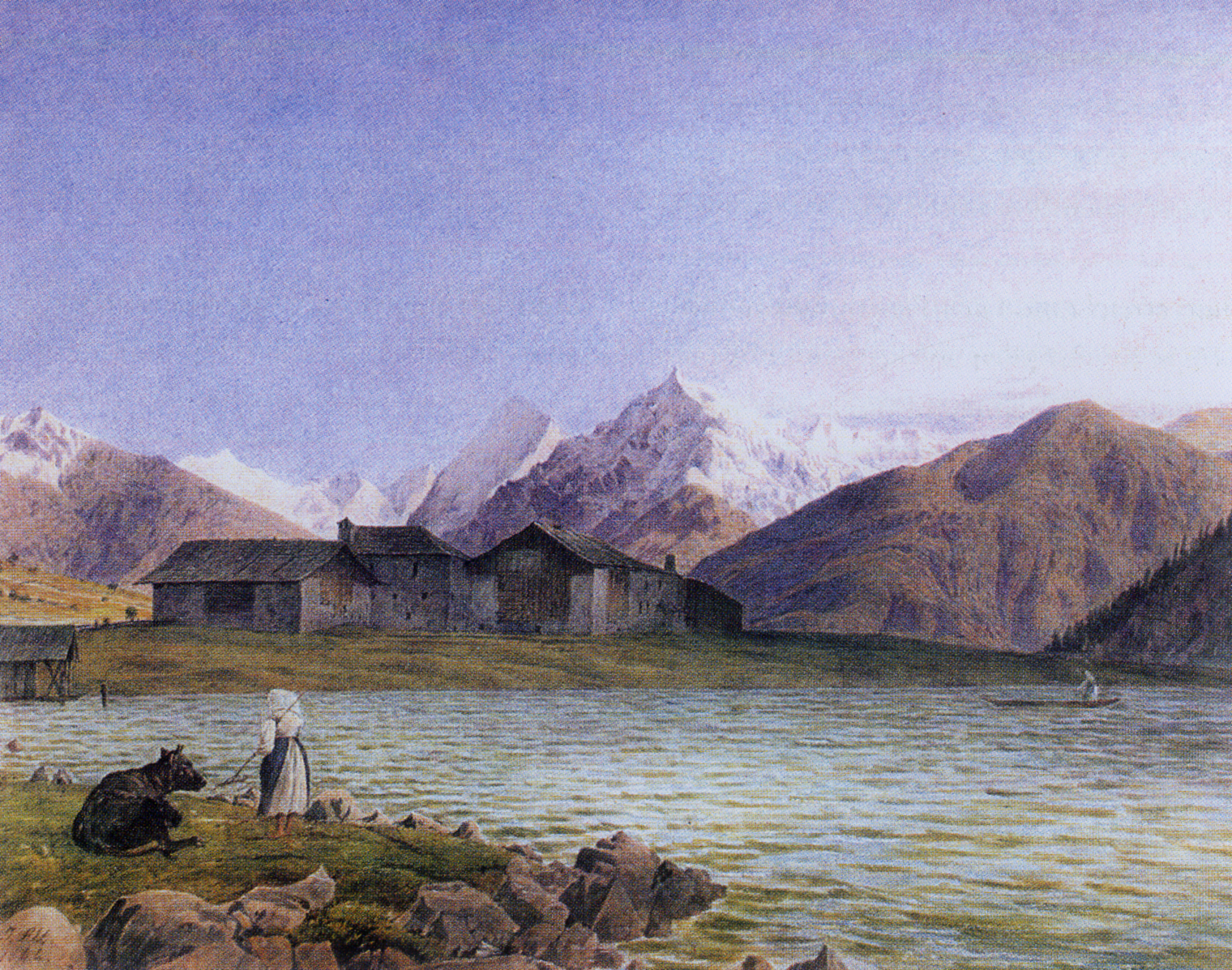
Jacob Alt (1789–1872): A Haldensee az Ortlerspitzével c. akvarellje (1844)

A Haldensee egy 0,77 km² területű tó Ausztria Tirol tartományában, Innsbrucktól északnyugatra, az Allgäui-Alpokban.

## Földrajza
Északi partján fut végig a Weißenbach am Lechet északnyugat, majd nyugat felé Schattwaldon át a német határral összekötő, 199 jelzésű főút. Nyugati partján épült a hasonnnevű település (Grän része), a keleti partján Haller.
A Tannheimer-völgy legfelső tava, a tengerszint fölött 1128 méterrel. Legnagyobb mélysége 28 m. A völgy északi és déli oldalán is az Alpok hegyláncai húzódnak; a tavat környező hegyek közül a Rote Flüh 2111 m magas,
- az Einstein-csúcs közel 2000 m,
- a Rappenschrofen 1551 m,
- a Schartschrofen 1968 m,
- a Gilmenkopf 1940 m,
- a Köllenspitze 2238(?) m,
- a Ditzel 1820 m,
- a Hahnenkamm 1938 m,
- a Krinnenspitze 2000 m,
- a Neunerköpfle 1864 m,

a környék legmagasabb csúcsa a Geißhorn (2247 m).

## Települések, turizmus
Közeli települések:
- Tannheim (4 km),
- Nesselwängle (4 km),
- Zoblen (7 km),
- Schattwald (9 km),
- Weißenbach am Lech (9 km),
- Hofen (11 km),
- Wangle (11 km),
- Pinswang (11 km).

A Haldensee kedvelt idegenforgalmi célpont, Ausztria úgynevezett fürdőtavainak egyike homokos stranddal, óriáscsúszdával és füves napozóterasszal. A kedvező széljárás miatt főleg a szörfözők és vitorlázók kedvelik.